# Liste der Monuments historiques in La Chapelle-d’Angillon
Die Liste der Monuments historiques in La Chapelle-d’Angillon führt die Monuments historiques in der französischen Gemeinde La Chapelle-d’Angillon auf.

## Liste der Bauwerke
| Bezeichnung     | Beschreibung                           | Standort | Kennzeichnung | Schutzstatus   | Datum     | Bild           |
| --------------- | -------------------------------------- | -------- | ------------- | -------------- | --------- | -------------- |
| Schloss Béthune | Schloss, erbaut ab dem 11. Jahrhundert | (Lage)   | PA00096757    | Inscrit/Classé | 1963/1984 | weitere Bilder |

## Liste der Objekte
- Monuments historiques (Objekte) in La Chapelle-d’Angillon in der Base Palissy des französischen Kultusministeriums